# 格拉漢姆·埃文斯
格拉漢姆·埃文斯（英語：Graham Evans，1963年11月10日—）是一位英格蘭政治人物，他的黨籍是保守黨。自2010年開始，他擔任韋弗韋爾選區選出的英國下議院議員。在參政之前他曾是名警察。